# 다크 블루 (2002년 영화)
《다크 블루》(영어: Dark Blue)는 미국에서 제작된 론 셸턴 감독의 2002년 네오누아르 범죄 스릴러 영화이다. 커트 러셀 등이 출연하였고, 콜더컷 처브 등이 제작에 참여하였다.

## 줄거리
1992년 흑인 로드니 킹을 폭행한 네 백인 경찰들이 무죄 선고를 받기 며칠 전. 로스앤젤레스 경찰국 소속인 엘든은 4명의 사상자가 발생한 편의점 강도 사건 조사를 맡게 된다. 그의 부패한 상관은 진범들의 현장 부재 증명을 꾸며낸 뒤 다른 사람을 범인으로 지목하라고 지시한다.

## 출연진
- 커트 러셀 - 엘든 페리 경사 역
- 스콧 스피드먼 - 보비 키오 형사 역
- 마이클 미셸 - 베스 윌리엄슨 경사 역
- 브렌던 글리슨 - 잭 밴미터 지휘관 역
- 빙 레임스 - 아서 홀랜드 치안정감 역
- 마스터 P - “메이니액” 역
- 커럽트 - 대릴 오처드 역
- 대시 마이혹 - 게리 시드웰 역
- 조너선 뱅크스 - 지미 바컴 치안총감 역
- 일로이 커사도스 - 리코 SWAT 지휘관 역
- 그레이엄 베컬 - 펠츠 형사 역
- 롤리타 더비더비치 - 샐리 페리 역
- 매린 힝클 - 디나 슐츠 지방 검사보 역
- 캔디 알렉산더 - 저넬 홀랜드 역

## 기타 제작진
- 배역: 프랜신 메이즐러
- 미술: J. 데니스 워싱턴
- 의상: 캐스린 모리슨
- 음악 총괄 제작: 조엘 실

## 우리말 녹음
KBS 성우진 (2006년 1월 7일)
- 신성호 - 엘든 페리 경사 (커트 러셀)
- 유동균 - 보비 키오 형사 (스콧 스피드먼)
- 설영범 - 아서 홀랜드 치안정감 (빙 레임스)
- 노민
- 안종국
- 김정호
- 유명숙
- 이연희
- 오길경
- 이장원
- 이규석
- 사성웅
- 고재균
- 임주현